# Mozambique-kanalen
Mozambique-kanalen (fransk: canal du Mozambique, engelsk: Mozambique Channel) er sundet mellem Madagaskar og Mozambique og regnes som en del af Det Indiske Ocean. Kanalen er 460 km bred på sit smalleste punkt mellem Angoche, Mozambique og Tambohorano, Madagaskar.
Kanalens dybeste punkt ligger 230 km fra Mozambiques kyst og er på 3.292 meter.

## Øer i kanalen

### Øer, som tilhørerComorerne
- Grande Comore
- Moheli
- Anjouan

### Øer, som tilhørerFrankrig
- Mayotte
- Glorieusesøerne
- Juan de Nova
- Europaøen
- Bassas da India

- Wikimedia Commons har flere filer relateret til Mozambique-kanalen

18°S 41°Ø / 18°S 41°Ø